# Giờ ở Peru
Giờ ở Peru (PET) là thời gian chính thức ở Peru. Luôn luôn chậm hơn 5 giờ so với Giờ phối hợp quốc tế (UTC−05:00). Peru chỉ có một múi giờ và không quan sát thời gian tiết kiệm ánh sáng ban ngày. Trong mùa đông (mùa hè ở Bắc bán cầu), Giờ Peru giống như Giờ Trung tâm Bắc Mỹ, trong khi vào mùa hè (mùa đông ở Bắc bán cầu), nó gần giống với giờ miền Đông.

## Cơ sở dữ liệu múi giờ IANA
Trong cơ sở dữ liệu múi giờ IANA, Peru có múi giờ sau:
- Mỹ/Lima (PE)